# Kościół Starokatolicki na Słowacji
Kościół Starokatolicki na Słowacji (słow. Starokatolícka cirkev na Slovensku) – kościół starokatolicki, będący współzałożycielem Światowej Rady Narodowych Kościołów Katolickich. Kościół liczy 1,7 tys. członków. Na urzędzie Zwierzchnika Kościoła od 2021 roku jest Vlastimil Šulgan, zaś siedziba kościoła znajduje się w Nitrze.

## Historia
Po I wojnie światowej rozpad monarchii austro-węgierskiej pociągnął za sobą konieczność nowego podziału Kościoła Starokatolickiego Austrii. Obok biskupstwa w Varnsdorf w Czechosłowacji, utworzono w 1920 r. biskupstwo austriackie z siedzibą w Wiedniu. W prowincji praskiej istniejącej od 1900 r. po pierwszym czeskim duszpasterzu – ks. dr. Franciszku Iszce, utworzyła się silna grupa starokatolickich teologów. W 1924 r. na biskupa Kościoła wybrano ks. Aloisa Paszka, który w 1924 r. otrzymał w Bernie sakrę biskupią. Podczas drugiej wojny światowej Kościół poniósł dotkliwe straty osobowe i materialne. W czerwcu 1968 r. odbył się 37 Synod Kościoła, który dokonał wyboru nowego biskupa, został nim ks. dr Augustin Podolak, który przejął sakrę w Utrechcie. W 1972 r. kolejnym biskupem został ks. dr Jan Heger. Od 1991 r. zwierzchnikiem wspólnoty został biskup Dušan Hejbal. W 1993 r. Kościół Starokatolicki w Czechosłowacji, został przekształcony w Kościół Starokatolicki w Czechach, a w roku 1995 r. wyodrębniono Kościół Starokatolicki na Słowacji.
16 grudnia 1995 w Bratysławie odbyło się inaugurujące posiedzenie Rady Kościoła Starokatolickiego na Słowacji. Gośćmi spotkania byli przedstawiciele różnych Kościołów starokatolickich w tym także emerytowany biskup Kościoła Starokatolickiego Austrii Nikolaus Hummel. Administratorem Kościoła Starokatolickiego na Słowacji został wtedy wybrany ks. Augustín Bačinský. Kościół Starokatolicki na Słowacji w Unii Utrechckiej zyskał status obserwatora.  Pierwszy Synod Kościoła w 1997 wybrał ks. Bačinskiego na biskupa – zwierzchnika wspólnoty. W 2004 roku kandydat otrzymał święcenia biskupie, lecz nie z rąk członków biskupów Unii Utrechckiej, ale od abp António José da Costa Raposo, który jest prymasem Apostolsko-Episkopalnego Kościoła Portugalii. Przyjęcie sukcesji apostolskiej od tego biskupa, a także liberalizowanie się życia kościelnego w Unii Utrechckiej sprawiło, że nadzwyczajny Synod Kościoła zadecydował o włączeniu się w struktury Światowej Rady Narodowych Kościołów Katolickich.
Od 2007 roku Kościół Starokatolicki na Słowacji i Polski Narodowy Katolicki Kościół w RP współpracują ze sobą w kierunku utrzymania jak najbliższych kontaktów ekumenicznych i międzykościelnych. 21 września 2008 arcybiskup dr Augustín Bačinský udzielił kl. Grzegorzowi Cesarczykowi święceń diakonatu, przez co stał się on pierwszym niezależnym duchownym Polskiego Narodowego Katolickiego Kościoła w RP, wyświęconym poza Kościołem Polskokatolickim. Trzeci Synod Ogólnopolski Polskiego Narodowego Katolickiego Kościoła w RP zwołany w dniu 11 sierpnia 2013 r. zadecydował o ponownym zbliżeniu się PNKK do Światowej Rady Narodowych Kościołów Katolickich. Synod wyznaczył ks. Jerzego Rybkę na biskupa i nakazał przyjąć święcenia biskupie w dniu 15 września 2013 r. w Nitrze na Słowacji. Uroczystej konsekracji biskupiej dokonali min. abp dr Augustín Bačinský.
11 stycznia 2015 roku abp Bačinský wraz z biskupami Antonínem Jelínkiem i Hansjörg Petersem wykonsekrowali w kaplicy św. Gorazda w Nitrze na biskupów Konstantina Andeeva i Pawła Levushkana dla Kościoła Ewangelicko-Luterańskiego Konfesji Augsburskiej w Rosji.

## Nauka Kościoła Starokatolickiego na Słowacji
Nauka Kościoła Starokatolickiego na Słowacji nie odbiega od wiary i tradycji Kościoła katolickiego. W sprawowaniu tych świętych czynności posługuje się kalendarzem liturgicznym roku kościelnego. Najwyższą cześć Kościół oddaje Bogu w Trójcy Świętej Jedynemu. Kościół oddaje cześć aniołom, apostołom, męczennikom i świętym, a wśród nich w szczególny sposób Maryi Pannie. Kościół uznaje tradycyjne 7 sakramentów, zgodnie z nauką Kościoła katolickiego. Eucharystia sprawowana jest pod dwiema postaciami: Ciała i Krwi Pańskiej. W Kościele Starokatolickim są sprawowane dwie formy spowiedzi: indywidualna (uszna w konfesjonale) oraz ogólna (sprawowana bądź jako odrębny obrzęd przed ołtarzem, bądź w połączeniu z Mszą Świętą w części zwanej Spowiedzią Powszechną). Do spowiedzi indywidualnej są zobowiązane przystępować dzieci oraz młodzież do sakramentu bierzmowania. Kościół Starokatolicki nie uznaje dogmatu o nieomylności papieża. Kościół utrzymuje bardzo konserwatywne poglądy na temat kapłaństwa kobiet i małżeństw homoseksualnych, będąc ich przeciwnikiem.

## Duchowni Kościoła Starokatolickiego na Słowacji
Duchownym Kościoła Starokatolickiego na Słowacji może być mężczyzna, który ukończył Seminarium Biskupie w Nitrze i który uzyskał akceptację władz kościelnych oraz przynajmniej święcenia diakonatu. Biskupem w Kościele Starokatolickim jest kapłan wybrany przez Synod Krajowy. Księży nie obowiązuje celibat. W Kościele obowiązują stroje liturgiczne podobne jak w Kościele rzymskokatolickim. Duchowni kościoła udzielają posług religijnych każdemu, niezależnie od jego przynależności konfesyjnej, tj. sakramentów każdemu wiernemu uznającemu katolicką naukę o sakramentach, zaś sakramentaliów wszystkim chrześcijanom.

### Duchowni Kościoła
- bp Vlastimil Šulgan (ur. 1975) – biskup Kościoła Starokatolickiego na Słowacji (Nitra)
- ks. kanonik Štefan Záhradník (Nitra)

## Administracja Kościoła
- Parafia św. Gorazda v Nitrze